# Tewkesbury Abbey

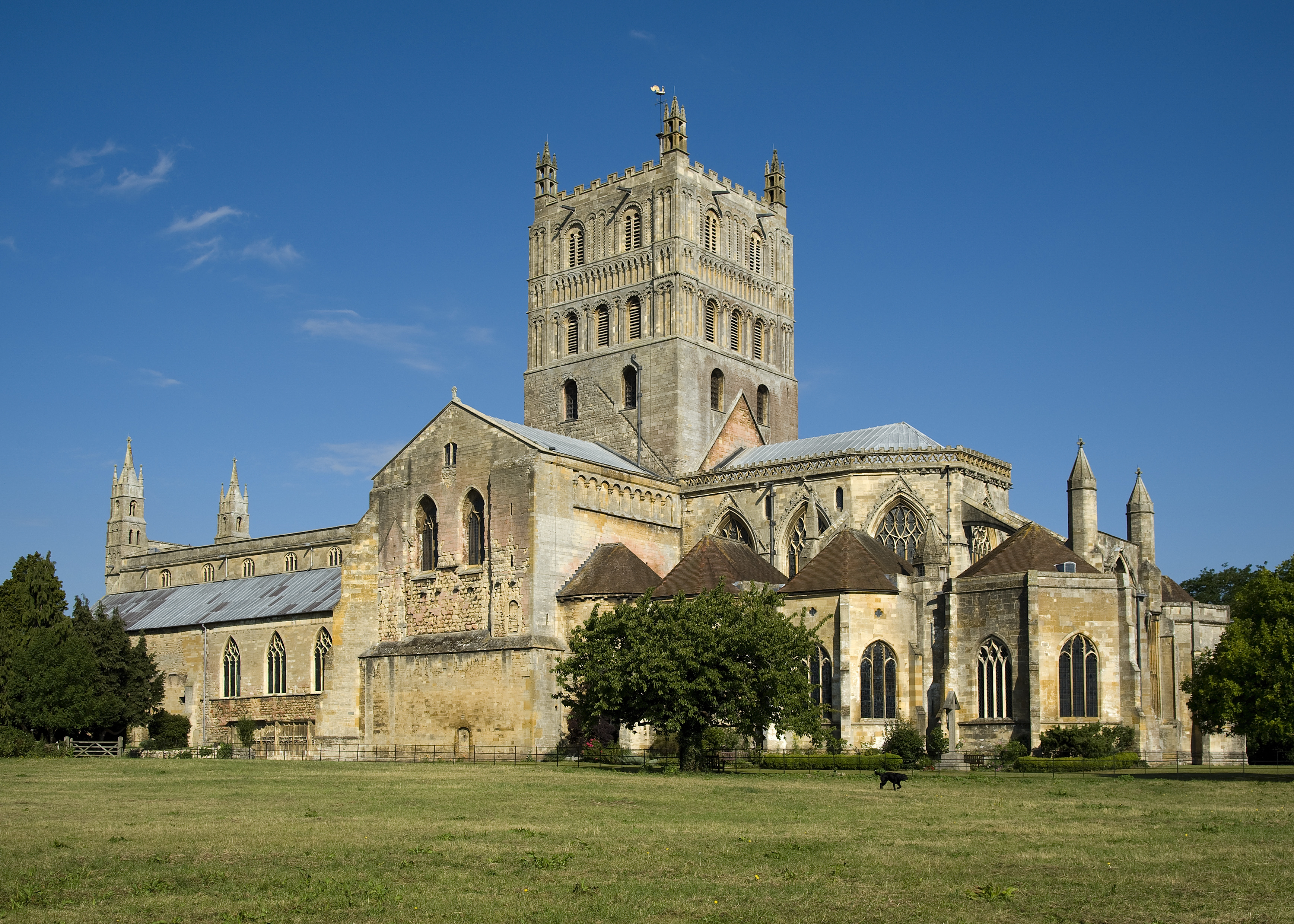
Tewkesbury Abbey

Die Tewkesbury Abbey in der Kleinstadt Tewkesbury in der südwestenglischen Grafschaft (county) Gloucestershire ist ein ehemaliges Benediktinerkloster. Seit dem Jahr 1539 ist die der Jungfrau Maria (Virgin Mary) geweihte Klosterkirche die Pfarrkirche des Ortes und aufgrund ihrer großen romanischen Vierung die größte in ganz England; sie ist als Grade-I-Baudenkmal eingestuft.

## Lage
Die etwa 8 m hoch gelegene Kleinstadt Tewkesbury liegt nahe der Mündung des Avon in den Fluss Severn, der ca. 17 km südwestlich auch durch die Großstadt Gloucester fließt. Die ehemalige Abteikirche liegt am südlichen Rand der Altstadt.

## Geschichte

### Vorgeschichte der heutigen Kirche
Der Überlieferung nach gründeten zwei vornehme Angelsachsen, Oddo und Dodo, während der Herrschaft von König Æthelred von Mercia bzw. seiner Söhne Cenred und Ceolred im Jahr 715 das erste Kloster in Tewkesbury. Da nachgewiesen wurde, dass Oddo mehr als 300 Jahre später lebte und 1054 noch eine Kapelle in Deerhurst stiftete, muss Dodo als der alleinige Gründer angesehen werden. Um 800 war ein Adeliger von Mercia namens Hugh Schutzherr des Klosters und wurde 812 hier beigesetzt. Zwischen 930 und spätestens 980 gründete Aylward Snow, ein Ritter König Æthelstans in Cranbourne in Dorset eine Abtei zu Ehren der Jungfrau Maria, der Tewkesbury unterstellt und damit zum Priorat herabgestuft wurde.

### Geschichte der Abteikirche

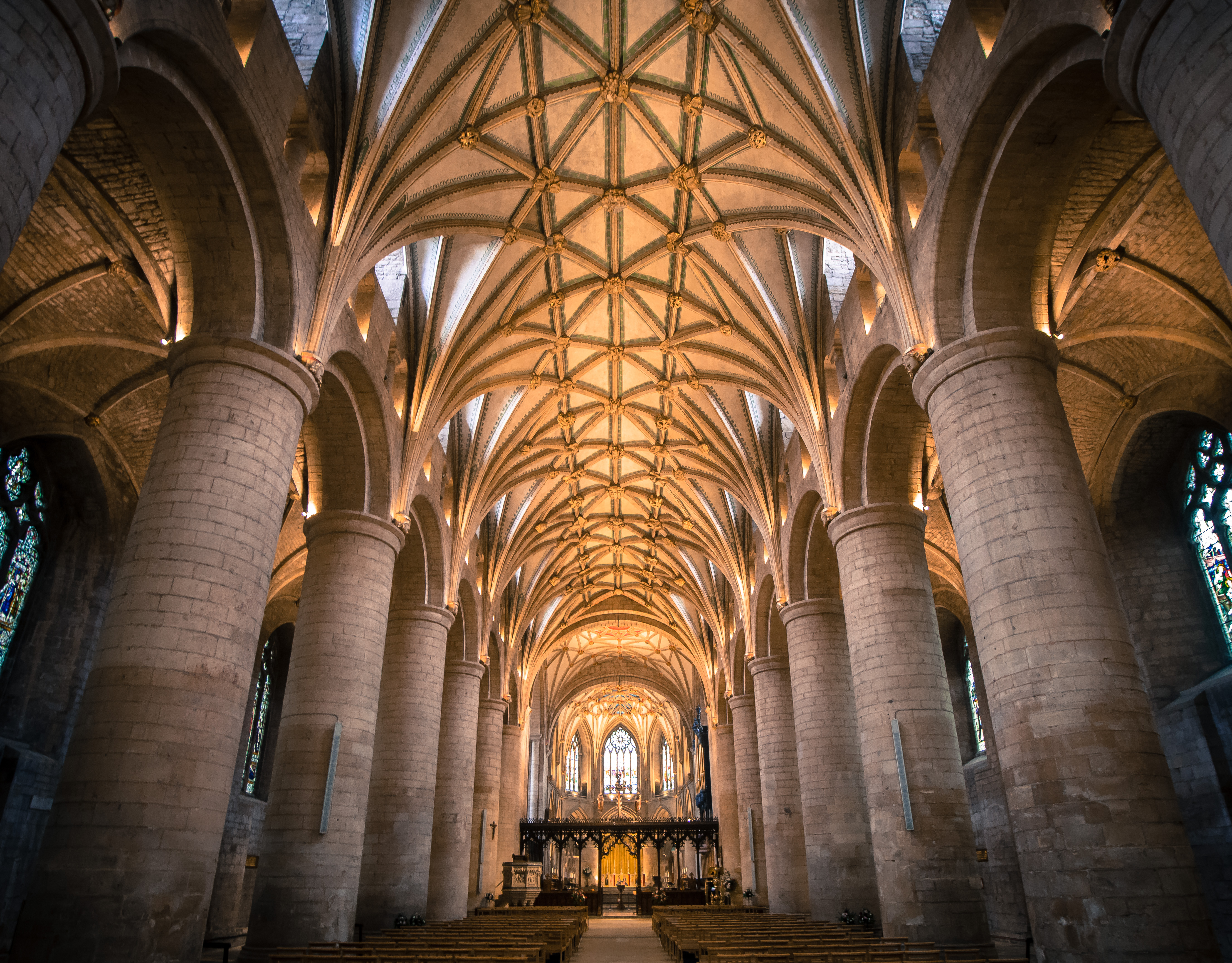
Langhaus

Im Jahr 1087 erhielt Robert Fitzhamon († 1107) von seinem Cousin Wilhelm dem Eroberer die Herrschaft über Tewkesbury. Zusammen mit seiner Frau Sibilla und dem neu ernannten Abt Gerald von Cranbourne wurde eine neue Abteikirche begonnen. Die Bauarbeiten kamen jedoch erst ab dem Jahr 1102 richtig in Schwung als Gerald mit seinen Mitbrüdern nach Tewkesbury umzog, wodurch es wieder zu einer Abtei wurde und Cranbourne zum Priorat abgestuft wurde. Zum Bau wurde Jurakalkstein aus der Nähe von Caen verwendet, der mit dem Schiff nach Bristol und dann den Severn hinaufgebracht wurde. Zusammen mit der Kathedrale von Worcester und den Kirchen der Benediktinerklöster in Great Malvern, Gloucester, Pershore und Evesham gehört Tewkesbury zur sog. 'Severn-Gruppe', die alle ab 1084 errichtet wurden. Sie weisen bzw. wiesen alle ein Tonnengewölbe und im dritten Geschoss ein Triforium mit sehr kleinen Fenstern auf. Die Weihe der Chors erfolgte durch Theulf, Bischof von Worcester, am 23. Oktober 1123, obwohl die Kirche noch nicht ganz fertiggestellt war. Erst 1150 wurden das Langhaus und die Türme fertiggestellt. 1178 erforderte ein Großbrand in der Abteikirche einen teilweisen Neuaufbau. Um 1235 wurde die Kapelle des hl. Nikolaus, gegen 1300 die Kapelle des hl. Jakobus angebaut.

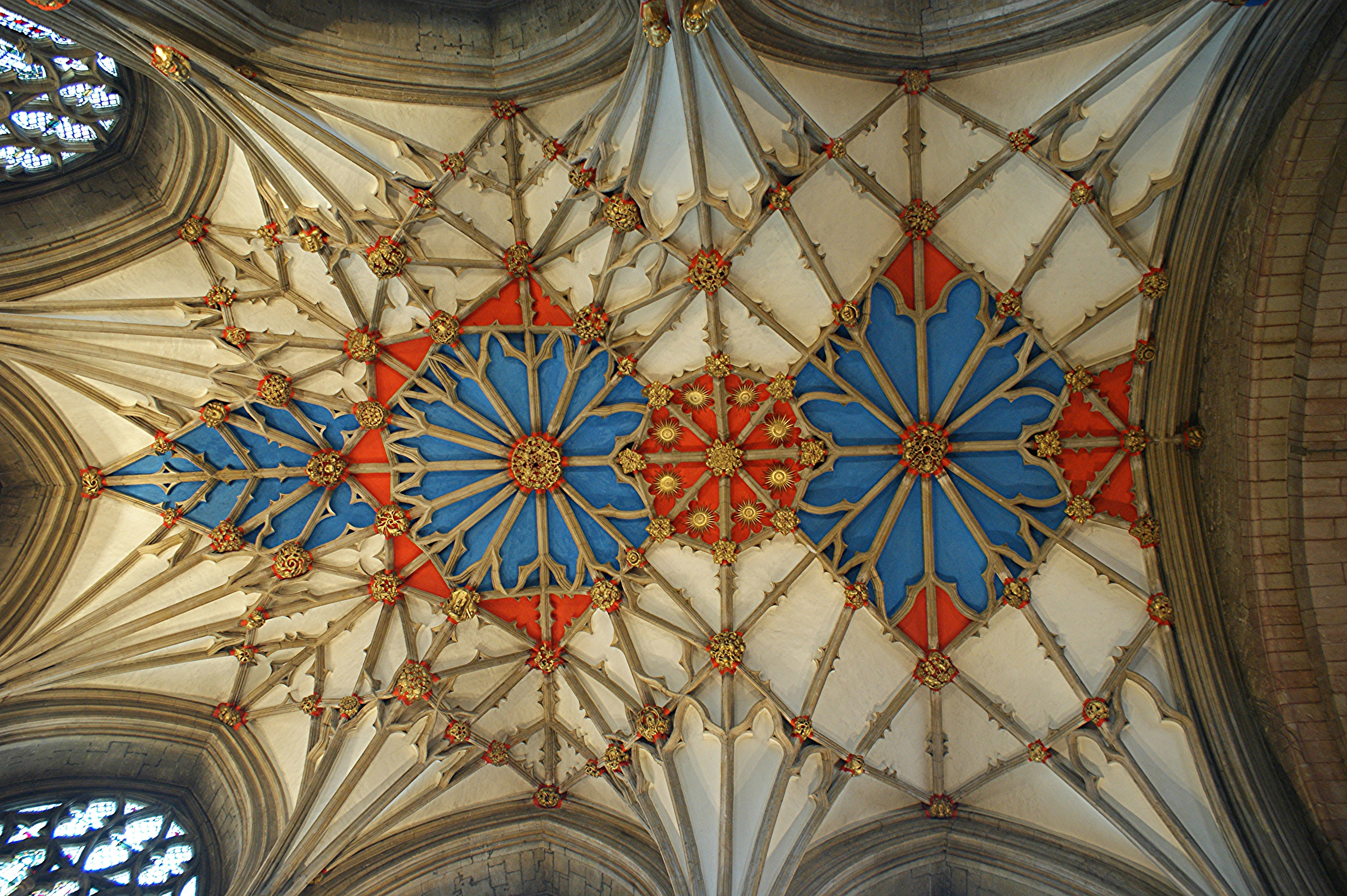
Chorgewölbe

In der ersten Hälfte des 14. Jahrhunderts wurden durch eine großzügige Stiftung von Lady Eleanor de Clare, 6. Lady von Glamorgan und ihres Mannes Hugh, 1. Baron le Despenser der Chor neu erbaut (1321–1335) und das alte normannische Gewölbe des Mittelschiffs durch ein neues Kreuzrippengewölbe im spätgotischen Decorated Style ersetzt (1349–59). Nach der Schlacht von Tewkesbury (4. Mai 1471) im Rahmen der Rosenkriege (1455–1485) suchten geschlagene Angehörige des Adelshauses Lancaster in der Abteikirche Zuflucht; sie wurden jedoch von den Soldaten der gegnerischen Partei des Hauses York niedergemetzelt, so dass die Kirche für einen Monat zur Reinigung und Neuweihe geschlossen werden musste. Im Zuge der Auflösung der englischen Klöster übergab der letzte Abt, John Wakeman, am 9. Januar 1539 den Abgesandten König Heinrichs VIII. die Abtei. In den Jahren bis 1541 wurden die Klostergebäude abgerissen; die ehemalige Klosterkirche wurde jedoch von den Bürgern der Stadt für 453 Pfund gekauft und blieb so als Pfarrkirche des Ortes erhalten. Der Preis bezog sich auf die Schätzung des Metallwerts der Glocken und des bleigedeckten Daches, die sonst eingeschmolzen worden wären. John Wakeman wurde als Bischof von Gloucester bestallt. In der zweiten Hälfte des 19. Jahrhunderts wurde die Kirche unter der Leitung des Architekten George Gilbert Scott umfassend restauriert (Wiedereröffnung im September 1879); auch im 20. Jahrhundert erfolgten mehrere Restaurierungen.

## Architektur

### Außenansicht

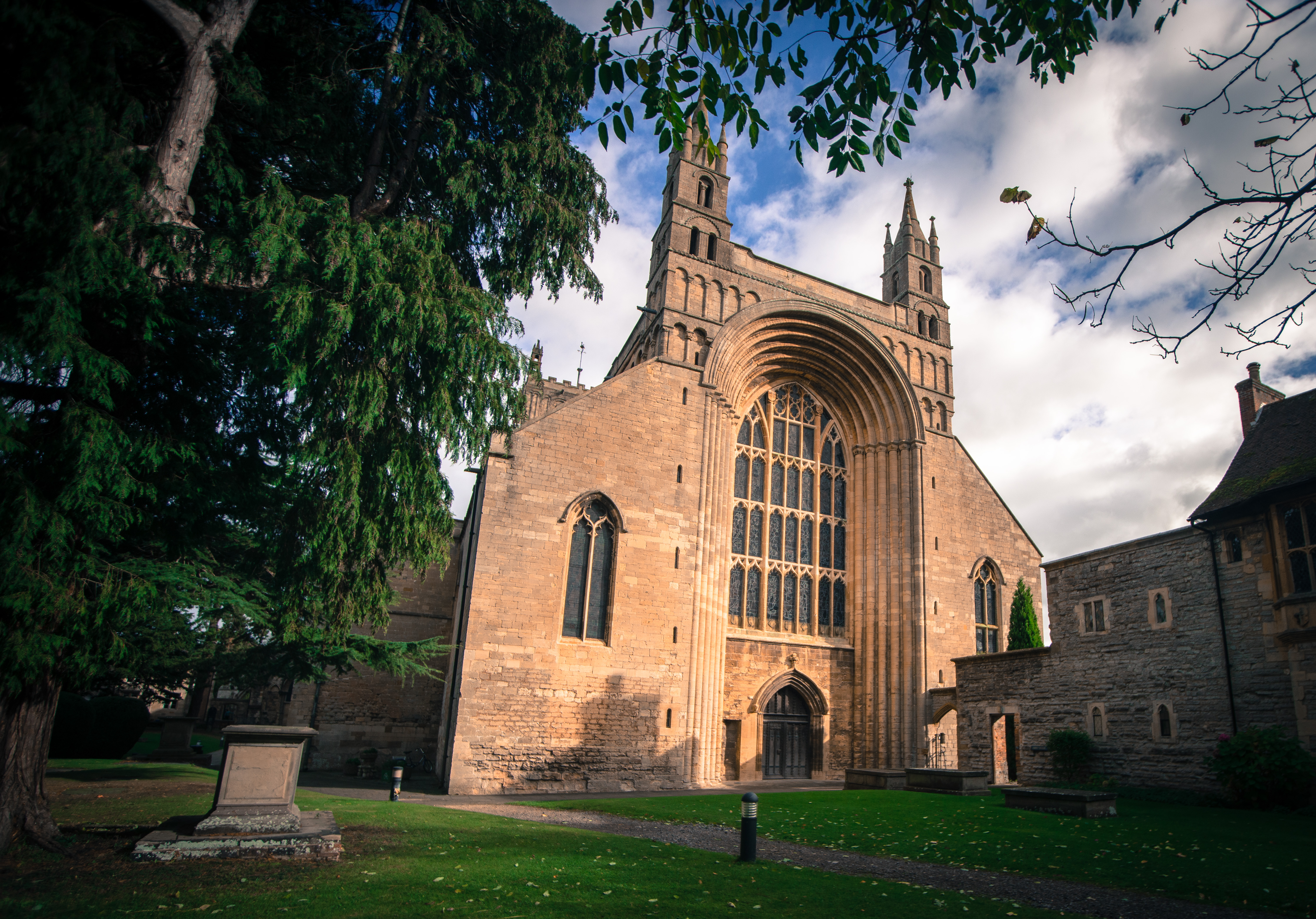
Westfassade mit dem größten normannischen Bogen Großbritanniens

Die Westfront der Abteikirche fällt durch den großen, zurückgesetzten, sechsfach abgestuften, normannischen Bogen auf, die größte derartige Struktur in Großbritannien.  Dieser Iwan-Bogen, ist durch irakisch-persische Bauweisen beeinflusst (siehe auch Kathedralen von Peterborough und Lincoln). Wie diese Struktur Eingang in die normannische Architektur fand, ist bis heute ungeklärt. Der Bogen enthält ein beeindruckendes, siebenfach gegliedertes Glasfenster im Perpendicular Style, dessen Maßwerk aus dem 17. Jahrhundert und die bemalten Scheiben aus viktorianischer Zeit stammen. Die Fassade wird von zwei Türmchen überhöht. An der Südseite befanden sich der Kreuzgang, das Kapitelhaus und der Schlafsaal der Mönche, doch seit 1539 ist davon keine Spur mehr geblieben. Im Osten zeigen zwei blind endende Bögen die Höhe der früheren Marienkapelle an, die kurz nach 1539 abgebrochen wurde. Von ihrer horizontalen Ausdehnung geben die noch sichtbaren Steine des Fundaments Auskunft. Dominierendes Element der ehemaligen Abteikirche ist der normannische Vierungsturm, 45 m hoch und 14 m im Quadrat messend. Für mehrere Jahrhunderte wurde er von einer weiteren 34 m hohen hölzernen Turmspitze gekrönt, bis diese in einer Sturmnacht auf Ostermontag 1559 einstürzte.

### Innenansicht

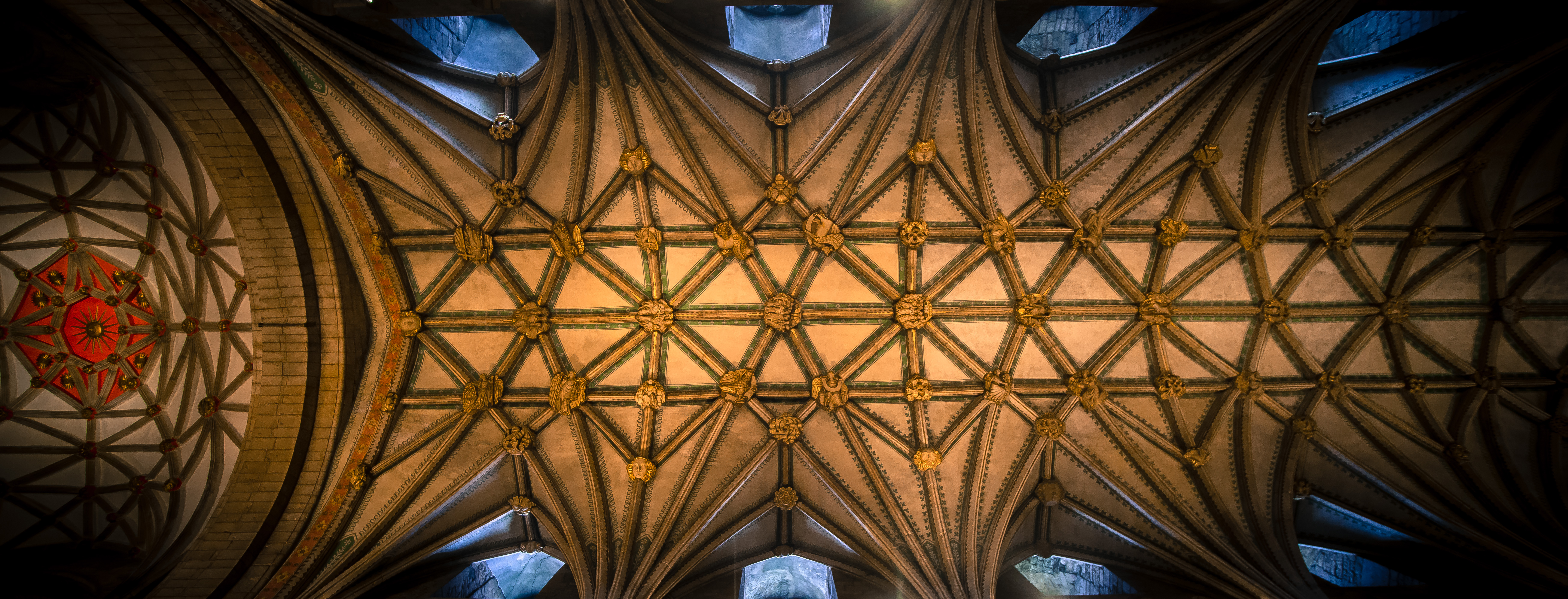
Gewölbe des Mittelschiffs und des Vierungsturms (links) mit verzierten Schlusssteinen

Man betritt die Kirche vom Friedhof her durch eine Vorhalle am nördlichen Seitenschiff. Beide Seitenschiffe werden durch zwei Reihen mit neun gewaltigen kapitelllosen Rundpfeilern vom Hauptschiff des Langhauses abgetrennt. Während die Seitenschiffsgewölbe noch recht einfache Formen (aber mit durchlaufenden Mittelrippen) zeigen, ist das von seitlichen Fächern getragene Mittelschiffsgewölbe, welches in der Kathedrale von Gloucester in verfeinerter Form wiederholt wird, ein Werk des spätgotischen Decorated Style. Es besitzt Kreuzrippen mit Liernen und deren Kreuzungen werden von fein ausgestalteten, vergoldeten Schlusssteinen geschmückt, die Engel, Engelgruppen und andere himmlische Figuren zeigen. Auch die großen Glasfenster des Hauptschiffs stammen aus viktorianischer Zeit. Die Vierung wird von einem sternförmigen Netzgewölbe überspannt, in dessen Mitte ein rotes Dekorelement kleine Sonnen zeigt, die eine große Sonne umgeben. Dies ist ein Emblem Edwards IV., das kurz nach der Schlacht von Tewkesbury angebracht wurde, in der Edwards Parteigänger aus dem Haus York siegten.

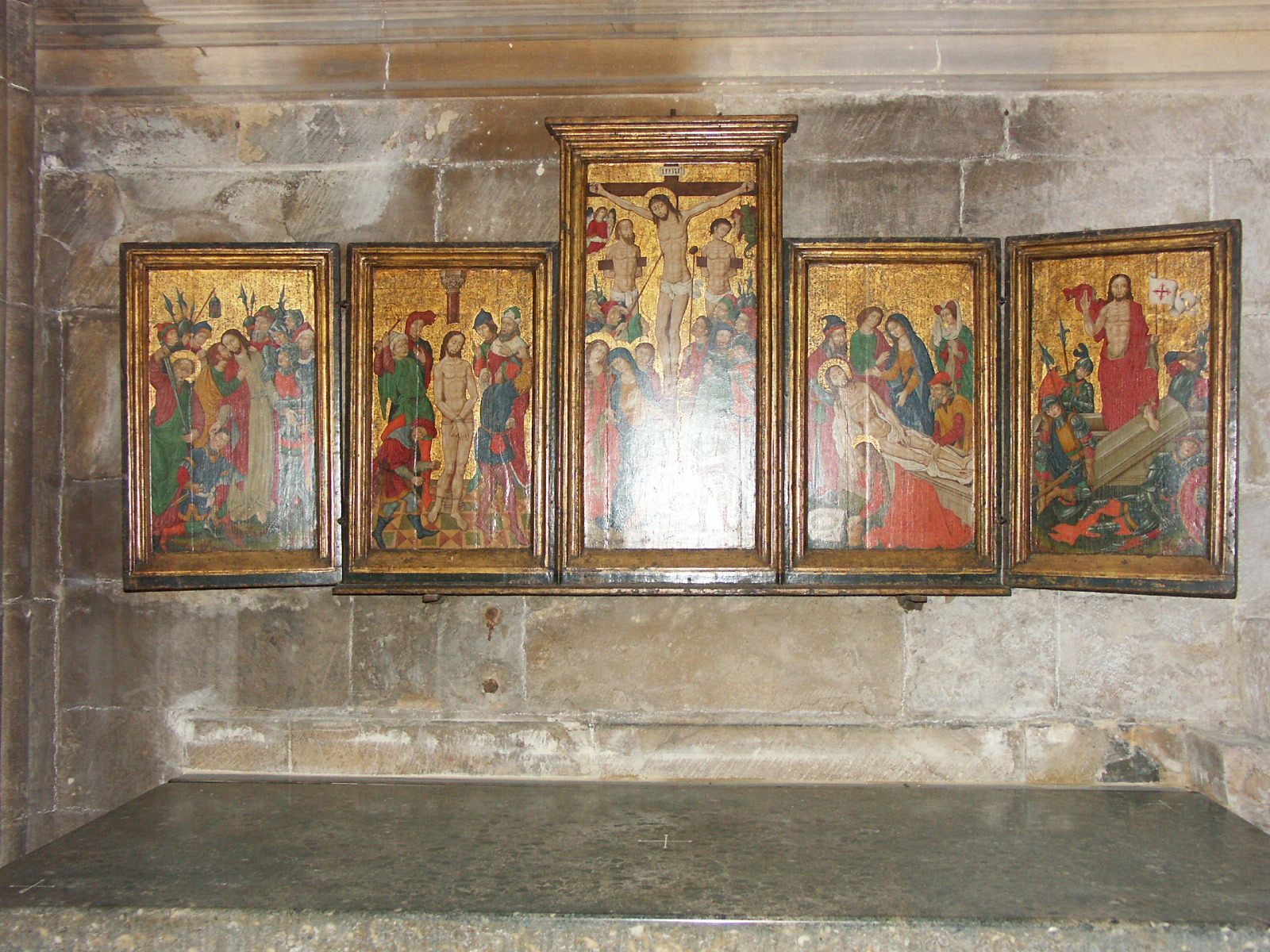
Passionsaltar

Eine ähnliche Bauweise wie in der Vierung findet sich im Chor, nur dass hier Spitzbögen dominieren, wodurch insgesamt mehr Fensterfläche zur Verfügung steht. Die Fenster des Chors datieren alle aus dem 14. Jahrhundert. Ein geschnitzter Lettner trennt ihn vom Langhaus ab. Eine Messingplatte im Boden markiert die Begräbnisstätte von Edward of Westminster, Prince of Wales und Sohn Heinrichs VI., der in der Schlacht von Tewkesbury fiel. An der Südseite des Chors steht eine gotische Dreiersitzgruppe aus Stein mit Resten von Bemalung. Der Chorumgang bietet Zugang zu mehreren Kapellen. Von Norden nach Süden sind dies die sog. Gründerkapelle, die Warwick-Kapelle und die Dreifaltigkeitskapelle, dann folgen die Jakobuskapelle, die Margarethenkapelle, die Edmundkapelle und schließlich die Kapelle des hl. Dunstan. Diese enthält einen prächtigen Passionsaltar, die Kopie eines flämischen Meisterwerks des 15. Jahrhunderts.

## Grabmäler der Kirche
- In der Gründerkapelle sind seit 1241 die sterblichen Überreste von Robert Fitzhamon († 1107), des Mitstifters der Kirche unter einem Fächergewölbe beigesetzt. Er wurde zu diesem Zeitpunkt vom Kapitelhaus, wo er zunächst bestattet wurde, überführt.
- In der prächtigen Warwick-Kapelle steht das 1430 von Isabel le Despenser für ihren ersten Ehemann Richard Beauchamp, Earl of Worcester († 1422) errichtete gotische Grabmal. Es besteht aus zwei Stockwerken und enthält an der Basis die Liegefigur des Verstorbenen, begleitet von Engeln, die Wappenschilde halten[10][11].
- In der Dreifaltigkeitskapelle befindet sich das von einem Fächergewölbe abgeschlossene Grabmal für Edward le Despenser († 1375), das von seiner Witwe Elizabeth de Burghersh errichtet wurde. Im Inneren ist eine gotische Wandmalerei eines Gnadenstuhls zu sehen, wo Gott Vater den gekreuzigten Christus hält. Edward und seine Frau sind als kleine Figuren am linken bzw. rechten Rand abgebildet. Über dem eigentlichen Grabmal kniet in einem mit Fialen und Pinakeln versehenen Türmchen, die bemalte Figur Edwards, genannt „The Kneeling Knight“[10].
- Gegenüber der Dunstankapelle befindet sich das Grabmal für den letzten Abt von Tewkesbury, John Wakeman. Die liegende Statue ist als Memento mori gestaltet, d. h. als tatsächliches Abbild einer Leiche, die bereits die Anfangsstadien der Verwesung zeigt. Wakeman ist nicht in Tewkesbury beigesetzt, sondern im nahen Dorf Forthampton[12].
- Das Grabmal von Hugh le Despenser, Lord of Glamorgan († 1349) wurde von seiner Ehefrau Elizabeth Montagu errichtet. Es zeigt das Paar als liegende Figuren, Hugh in seiner Ritterrüstung, Elizabeth in der Tracht des späten 14. Jahrhunderts.
- Das Grabmal von Hugh Despenser the Younger, Vater des o. g. Lord of Glamorgan, wurde von seiner Frau Eleanor de Clare errichtet und enthielt einmal 40 Statuen. Hugh Despenser the Younger machte sich als Höfling König Edward II. dessen Frau Königin Isabella von Frankreich im Kampf um die Gunst des Königs zur Feindin. Er wurde auf der Flucht von Soldaten Isabellas gefangen, in Gegenwart der Königin und ihres Favoriten Roger Mortimer auf dem Marktplatz von Hereford wegen Diebstahls von £ 60.000, Verrat, Mordes am Earl of Lancaster und Sodomie angeklagt und zum Tode verurteilt. Er wurde gehängt, gerädert und gevierteilt, wobei sein Kopf an einem der Londoner Stadttore aufgespießt wurde und seine Körperteile in Bristol, Dover, Newcastle und York ausgestellt wurden. 1330 wurden der Kopf und ein Oberschenkelknochen seiner Frau zur Beisetzung übergeben. Seine möglichen restlichen Überreste wurden erst 2008 in Abbey Hulton in Staffordshire identifiziert.

Grabmäler in Tewkesbury Abbey
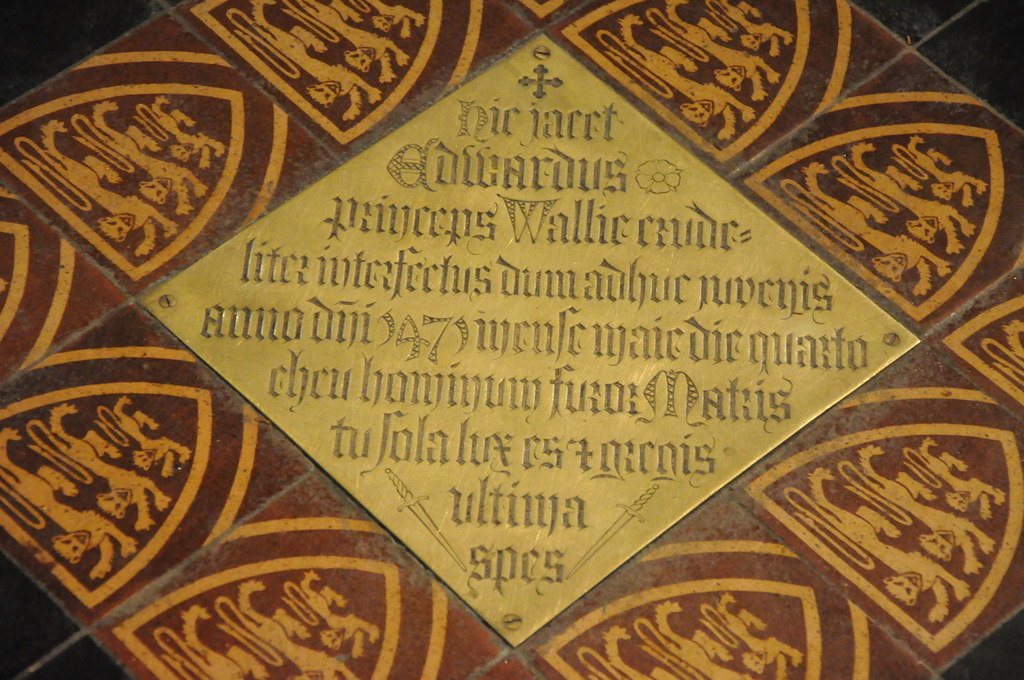
Begräbnisstelle von Edward, Prince of Wales, 1475
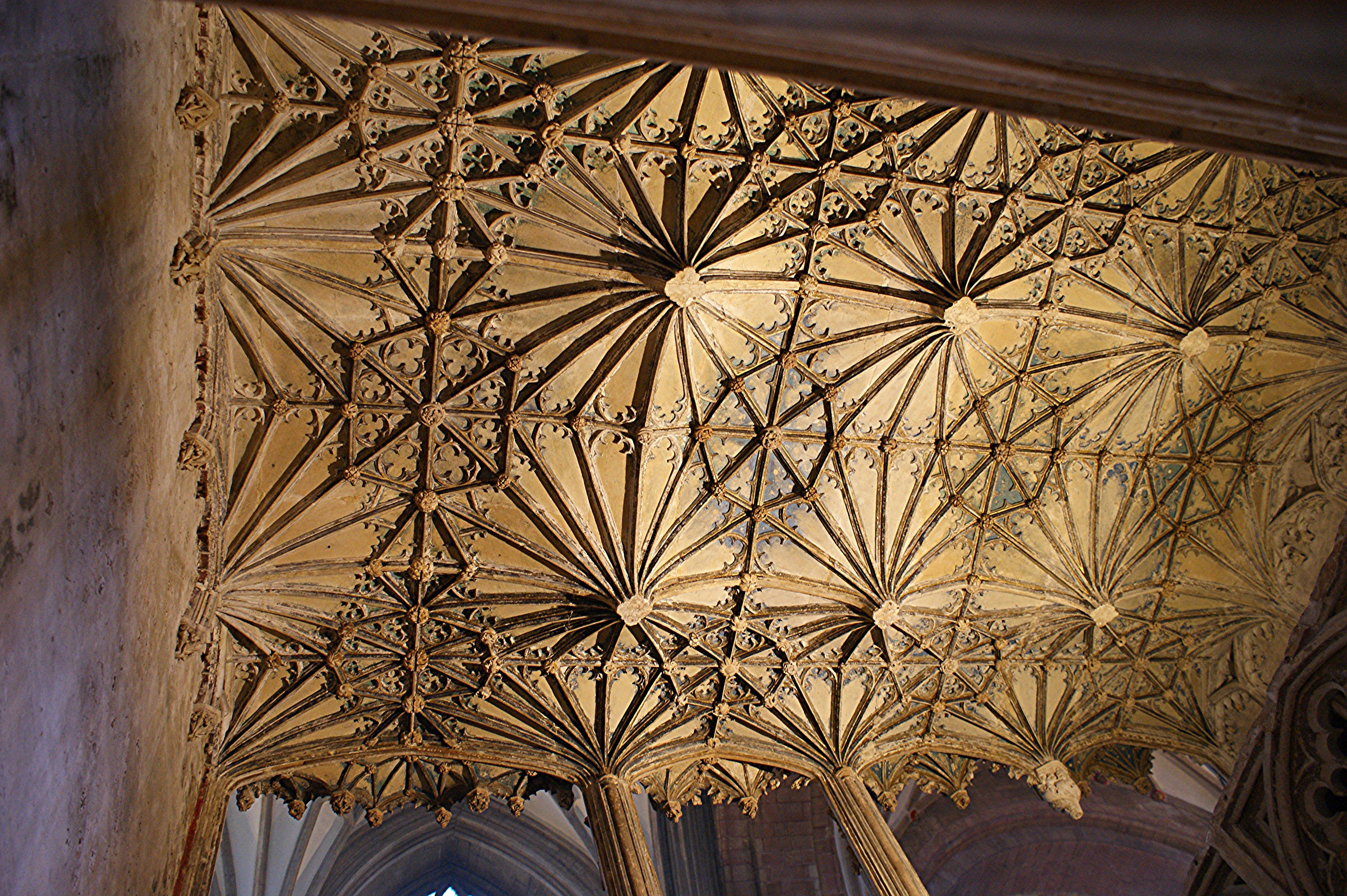
Baldachin über dem Grab von Robert Fitzhamon mit abgeschlagenen Schlusssteinen
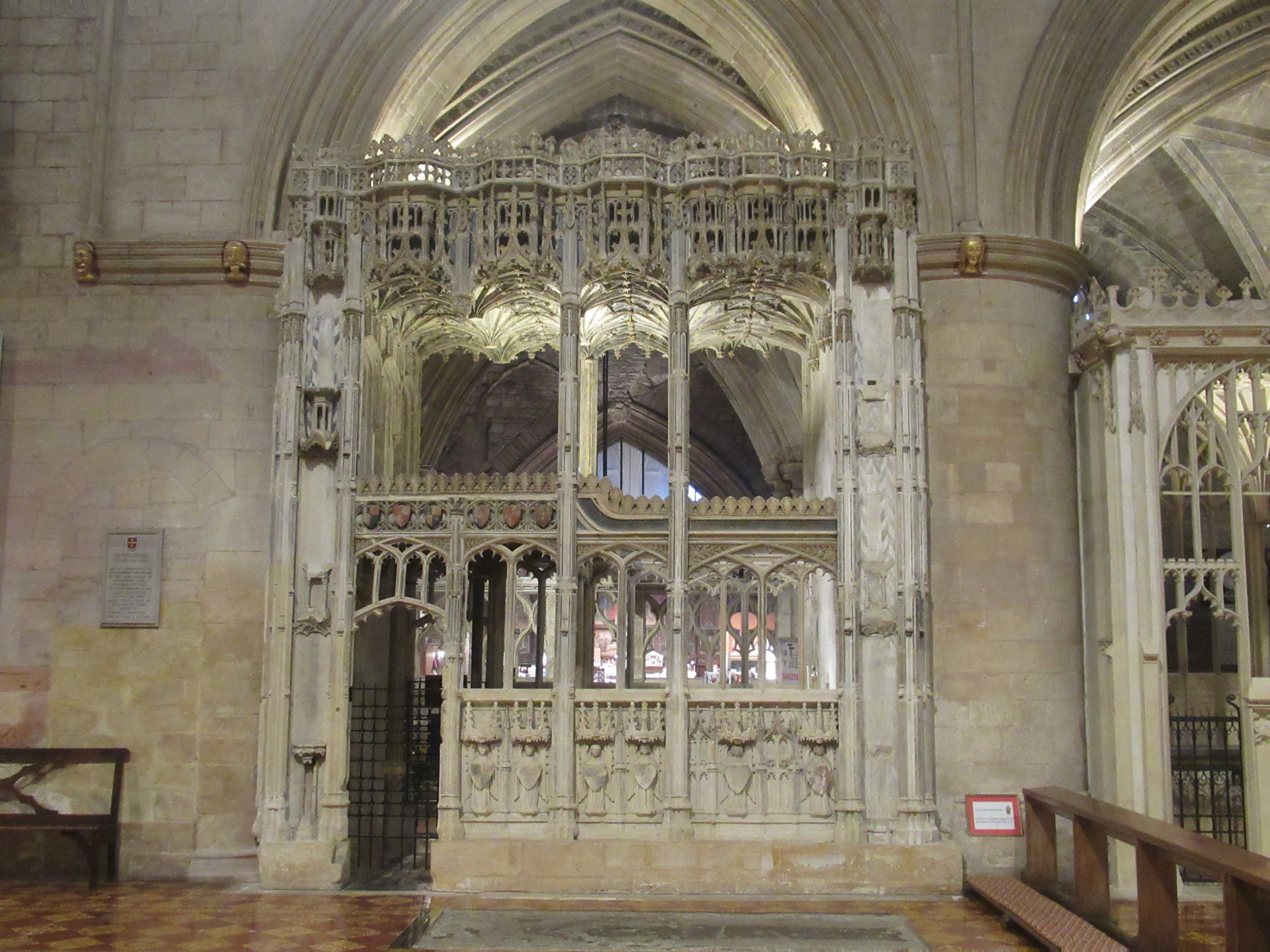
Grabmal für Richard Beauchamp, Earl of Worcester († 1422)
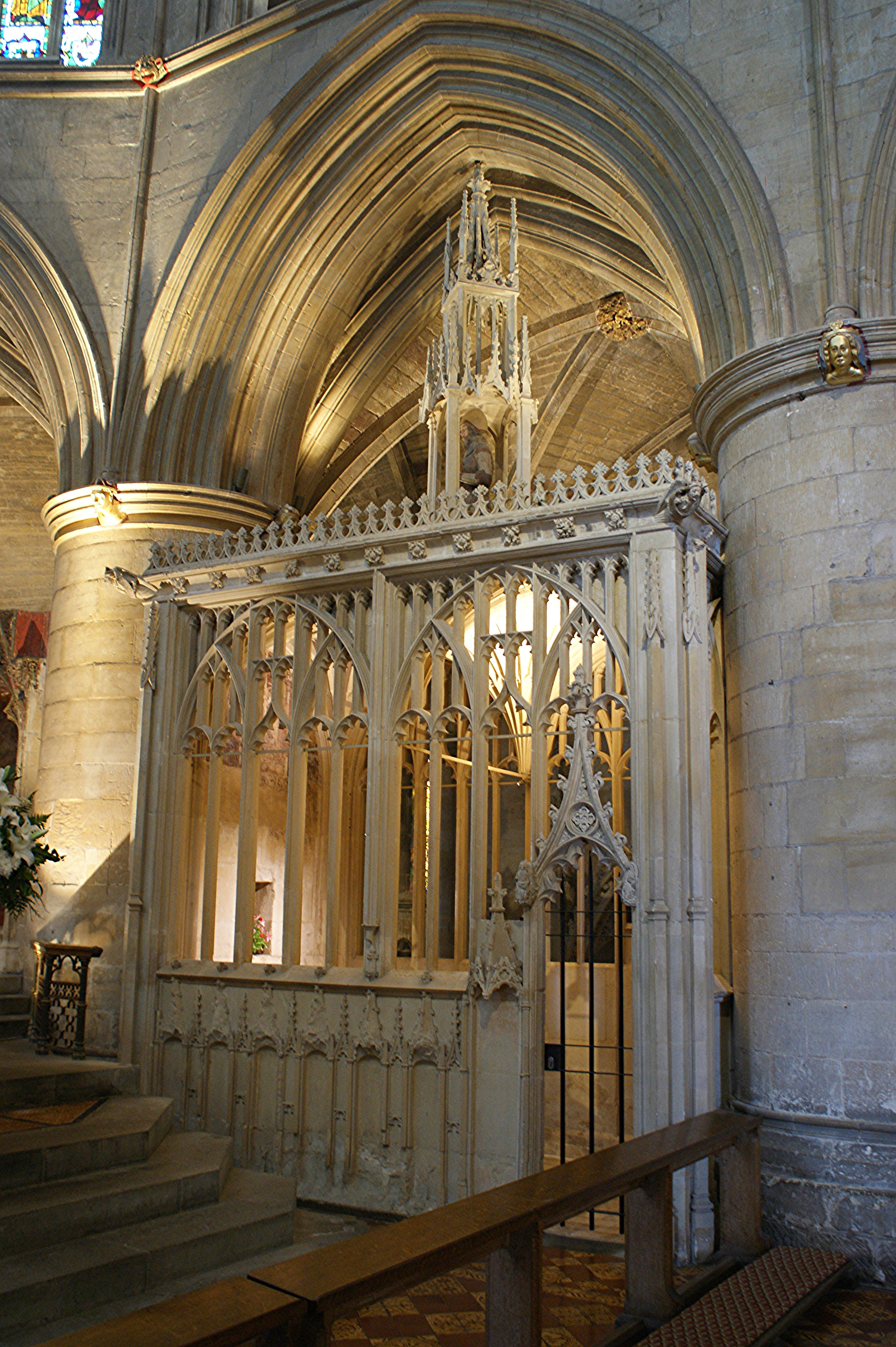
Grab von Edward le Despenser († 1375) mit der Figur des „Kneeling Knight“
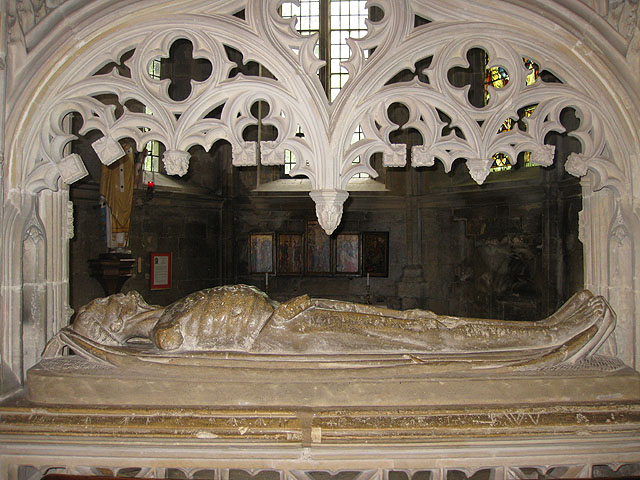
Grabmal für den letzten Abt von Tewkesbury, John Wakeman (bis 1539)
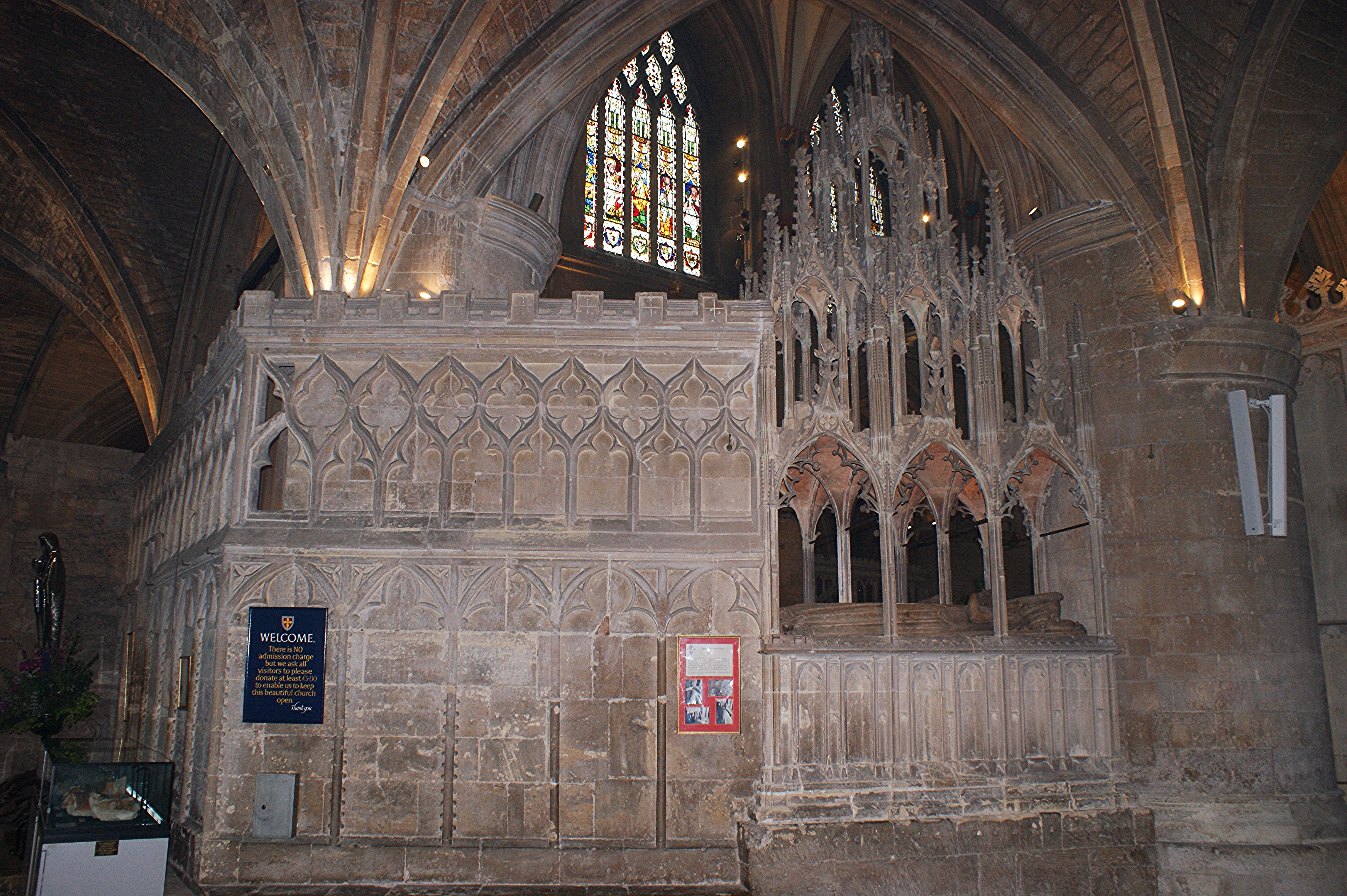
Grab für Hugh le Despenser († 1349)
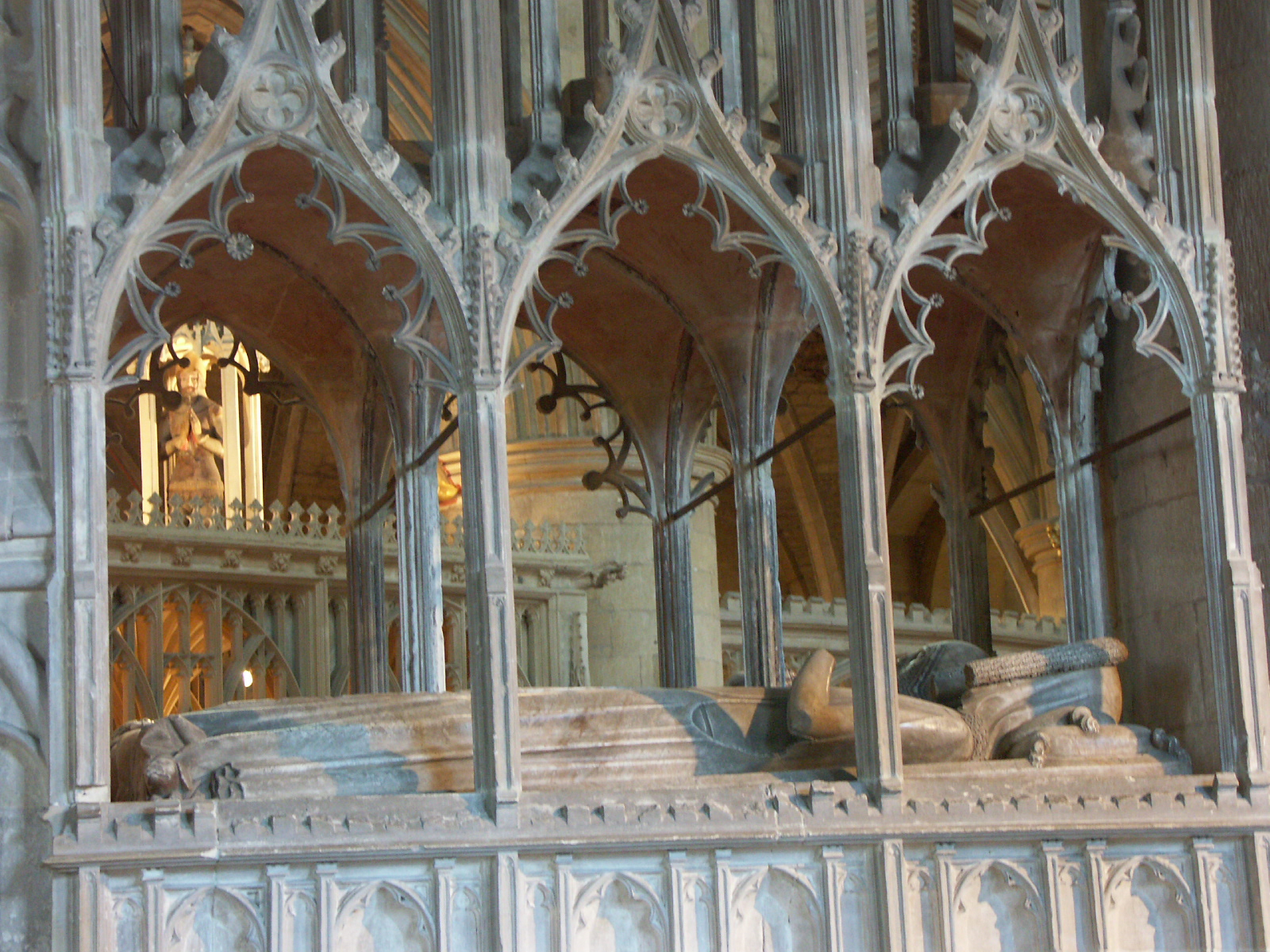
Grabmal für Hugh le Despenser und seine Frau (im Vordergrund)
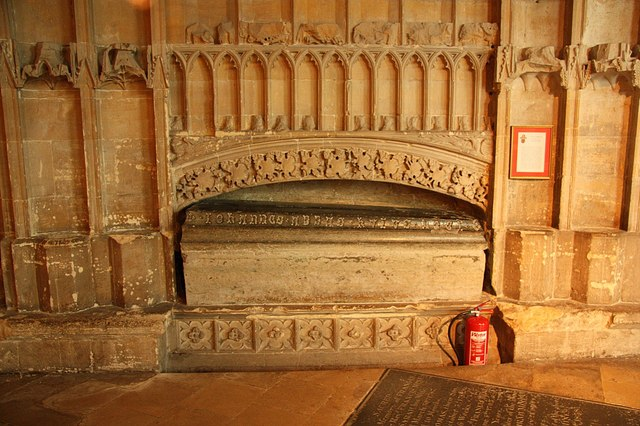
Das Grabmal für die Überreste von Hugh Despenser the Younger († 1326)

## Orgeln
Die Abteikirche verfügt über drei Orgeln. Die älteste davon steht seit 1737 im südlichen Querschiff. Die sog. Milton-Orgel wurde 1631 von Robert Dallam aus London für das Magdalen College in Oxford gebaut und nach 1651 in die Kapelle von Hampton Court Palace gebracht. Dort soll der Dichter John Milton (*  1608; † 1674) auf ihr gespielt haben. Sie verfügt über 4.611 Pfeifen und ist heute noch spielbar.
In der Lady Chapel befindet sich auf einer beweglichen Plattform eine Kammerorgel von Thomas Elliott aus den Jahren 1812–13, die der Pfarrkirche von Colonel H.N. Thoyts gestiftet wurde.
Im nördlichen Querschiff steht schließlich die hauptsächlich für die Liturgie genutzte Orgel. Sie wurde 1885 von der Firma Michell & Thynne gebaut, im Jahr darauf bei der Liverpool Exhibition ausgestellt und 1887 von Reverend C.W. Grove gekauft. Sie wurde der Kirche aus Anlass des Goldenen Thronjubiläums von Königin Victoria geschenkt.

## Glocken
Das Geläute der Abteikirche besteht aus 12 Glocken und wurde in großen Teilen 1962 durch die Firma John Taylor & Co aus Loughborough erneuert. Vier Glocken wurden aus dem alten Geläute übernommen: die sechste (Abraham Rudhall II., 1725), die siebte (Abraham Rudhall I., 1696), die achte (Abraham Rudhall I, 1696) und die elfte (Abraham Rudhall I., 1717). Die Glocken hängen in der Nordostecke des Vierungsturms in einer Glockenstube, die vom Rest des Turms abgeteilt ist. Eine dreizehnte und vierzehnte Ergänzungsglocke wurden bei der gleichen Firma 1991 und 2020 gegossen.